# 프리실라 베티
프리실라 베티(Priscilla Betti, 1989년 8월 2일 ~ )는 프랑스의 싱어송라이터이다.